# Denis Thatcher
Sir Denis Thatcher, 1º Baronete, (10 de maio de 1915 – 26 de junho de 2003) foi um empresário inglês e marido de Margaret Thatcher, que serviu como a primeira mulher primeira-ministra britânica de 1979 a 1990; assim, ele se tornou o primeiro cônjuge masculino de um primeiro-ministro.
Thatcher recebeu o Baronetado Thatcher em 1990, o único baronetado criado desde 1964, e permanece como o mais recente não membro da realeza a receber um título hereditário.

## Primeiros anos
Denis Thatcher nasceu em 10 de maio de 1915 na 26 Southbrook Road, Lee, Lewisham, Londres, como o primeiro filho do empresário britânico nascido na Nova Zelândia Thomas Herbert "Jack" Thatcher e Lilian Kathleen Bird. Aos oito anos, Denis ingressou em uma escola preparatória em Bognor Regis como interno, após o que frequentou a escola pública não conformista Mill Hill School no norte de Londres. Na escola, ele se destacou no críquete, sendo um batedor canhoto.
Thatcher deixou a Mill Hill School em 1933 e ingressou no negócio de tintas e preservativos da família, a Atlas Preservatives. Ele também estudou contabilidade para melhorar seu entendimento dos negócios, e em 1935 foi nomeado gerente de obras. Ele se juntou ao Exército Territorial logo após a Crise de Munique, pois estava convencido de que a guerra era iminente –  uma visão reforçada por uma visita que fez à Alemanha Nazista com o negócio de seu pai em 1937.

## Carreira militar
Durante a Segunda Guerra Mundial, Thatcher foi comissionado como segundo-tenente no 34º Regimento de Holofotes (The Queen's Own Royal West Kent), Artilharia Real. Ele foi transferido para a Artilharia Real em 1º de agosto de 1940. Durante a guerra, ele foi promovido a capitão substantivo de guerra e major temporário. Ele serviu durante toda a Invasão aliada da Sicília e a Campanha da Itália e foi duas vezes mencionado em despachos, e em 1945 foi nomeado Membro da Ordem do Império Britânico (MBE). A primeira menção em despachos ocorreu em 11 de janeiro de 1945, por serviços na Itália, e a segunda em 29 de novembro de 1945, novamente por serviços na Itália.
Seu MBE foi publicado no diário oficial em 20 de setembro de 1945, e foi concedido por seus esforços em iniciar e apoiar a Operação Goldflake, a transferência do I Corpo Canadense da Itália para o teatro de operações do noroeste europeu. Thatcher estava baseado em Marselha, vinculado ao QG da subárea 203. Na recomendação para o MBE (datada de 28 de março de 1945), seu comandante escreveu: "O Maj. Thatcher deu um exemplo excepcional de energia, iniciativa e dinamismo. Ele merece a maior parte do crédito por [...] a excelência do trabalho realizado".
Thatcher também recebeu o equivalente francês aproximado de uma menção quando foi citado em ordens no nível de Corpo de Exército por seus esforços em promover relações harmoniosas entre as Forças militares da Commonwealth e as autoridades civis e militares francesas. Ele foi promovido a tenente substantivo em 11 de abril de 1945. Desmobilizado em 1946, ele retornou para administrar o negócio da família –  seu pai tendo falecido (aos 57 anos) em 24 de junho de 1943, quando Thatcher estava na Sicília. Devido a compromissos militares, Thatcher não pôde comparecer ao funeral.
Ele permaneceu na reserva de oficiais do Exército Territorial até atingir o limite de idade para o serviço em 10 de maio de 1965, quando se aposentou, mantendo a patente honorária de major.
Em 21 de setembro de 1982, ele recebeu a Decoração Territorial (TD) por seus serviços.

## Casamentos
Thatcher se casou duas vezes, durante a guerra com Margot Kempson em 1942 (divorciados em 1948), e em 1951 com Margaret Roberts.

### Margot Kempson
Em 28 de março de 1942, Thatcher se casou com Margaret Doris "Margot" Kempson, filha de um empresário, na Igreja de St Mary em Monken Hadley. Eles se conheceram em um baile de oficiais no Grosvenor House no ano anterior.
Thatcher e sua primeira esposa nunca viveram juntos. Sua vida conjugal ficou restrita a fins de semana roubados e licenças irregulares, pois Thatcher estava frequentemente no exterior durante a guerra. Quando Thatcher retornou à Inglaterra após ser desmobilizado em 1946, sua esposa disse que havia conhecido outra pessoa e queria o divórcio.
Thatcher ficou tão traumatizado pelo evento que se recusou completamente a falar sobre seu primeiro casamento ou a separação, mesmo para sua filha, como ela afirma em sua biografia dele de 1996. Os dois filhos de Thatcher só descobriram sobre seu primeiro casamento em 1976 (quando sua mãe já era Líder da Oposição) e apenas quando a mídia revelou.

### Margaret Thatcher

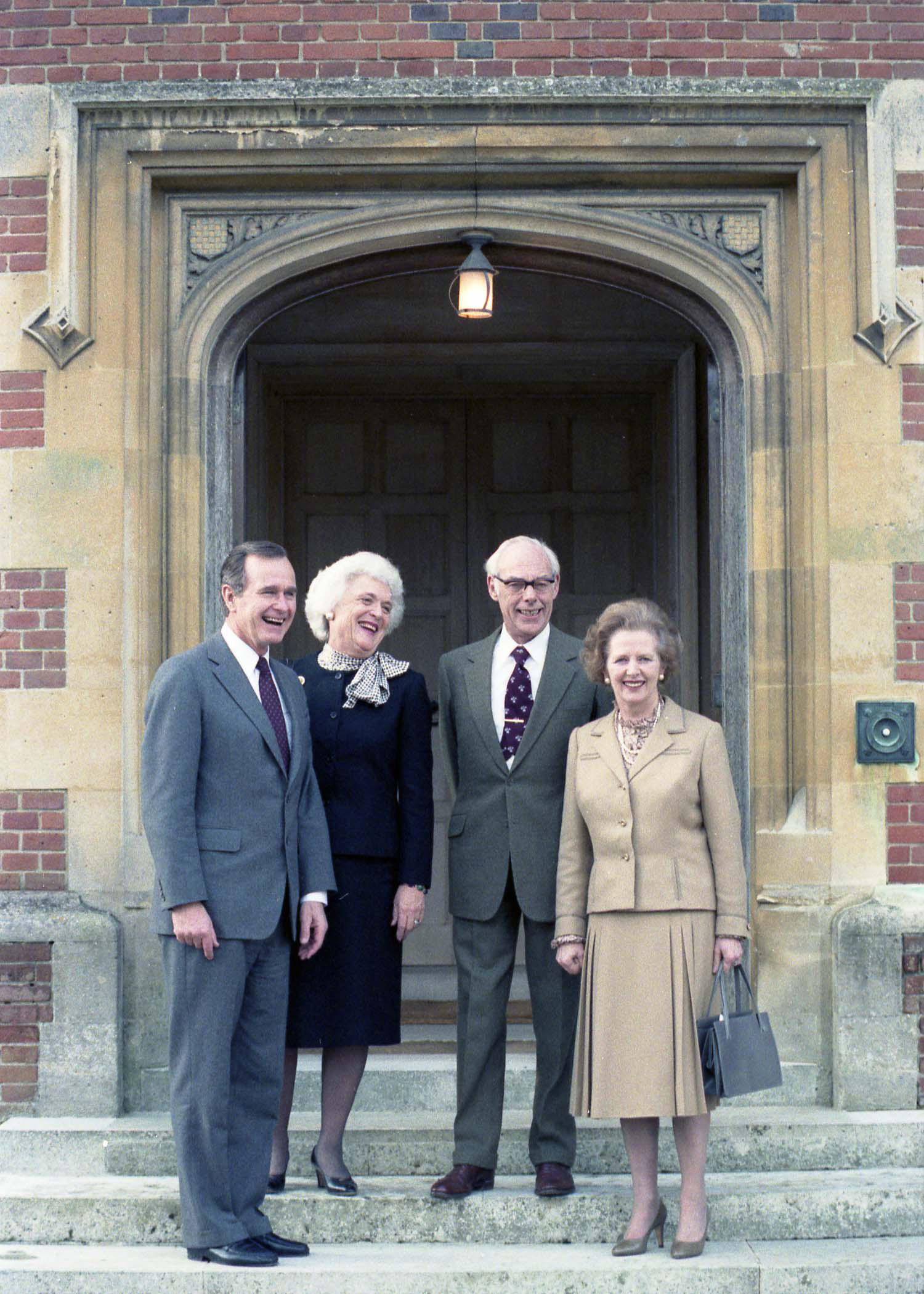
Denis e Margaret Thatcher com o vice-presidente dos EUA George Bush e a segunda-dama Barbara Bush em Chequers em 1984

Em fevereiro de 1949, em um evento da Federação do Comércio de Tintas em Dartford, ele conheceu Margaret Hilda Roberts, uma química e recém-selecionada candidata parlamentar. Quando ela conheceu Denis pela primeira vez, ela o descreveu como "não uma criatura muito atraente" e "muito reservado, mas bastante simpático". Eles se casaram em 13 de dezembro de 1951, na Capela de Wesley na City Road, Londres; os Roberts eram metodistas. Margaret Thatcher foi eleita Líder do Partido Conservador em 1975. Ela venceu as eleições gerais de 1979 para se tornar a primeira primeira-ministra da história britânica. Denis se tornou o primeiro marido de uma primeira-ministra britânica.
Em 1953, eles tiveram filhos gêmeos (Carol e Mark), que nasceram em 15 de agosto no Queen Charlotte's and Chelsea Hospital em Hammersmith, sete semanas prematuros. Thatcher estava assistindo ao Teste decisivo da série Ashes de 1953 no momento do nascimento dos gêmeos. Eles haviam assistido à Coroação no início do ano na Parliament Square.
Não muito depois das eleições gerais de 1964, Thatcher sofreu um colapso nervoso que colocou um grande estresse em seu casamento. O colapso provavelmente foi causado pela pressão crescente de administrar o negócio da família, cuidar de seus parentes e a preocupação de sua esposa com sua carreira política, o que o deixou solitário e exausto. Thatcher navegou para a África do Sul e ficou lá por dois meses para se recuperar. O biógrafo de sua esposa, David Cannadine, descreveu isso como "a maior crise de seu casamento", mas imediatamente depois, ele se recuperou e voltou para casa, manteve um casamento feliz pelo resto de sua vida.
Este segundo casamento de Thatcher levou a futura primeira-ministra a ser às vezes referida como "Sra. Denis Thatcher" em fontes como atas de pré-seleção, itinerários de viagem, e publicações sociais como Queen, mesmo depois que ela foi eleita Membro do Parlamento. À medida que a carreira política de Margaret progredia, ela preferia ser conhecida apenas como "Sra. Thatcher".
De acordo com John Campbell, um biógrafo de sua esposa, "seu casamento foi mais uma parceria de conveniência mútua do que um romance", citando sua filha Carol em sua biografia de Denis:

Se o casamento é uma aquisição ou uma fusão, então meus pais desfrutaram da última. Havia muito terreno comum e um acordo tácito de laissez-faire de que eles seguiriam com seus próprios interesses e atividades. Não havia possessividade, nem qualquer expectativa de que a carreira de um parceiro deveria ter precedência.

## Carreira empresarial

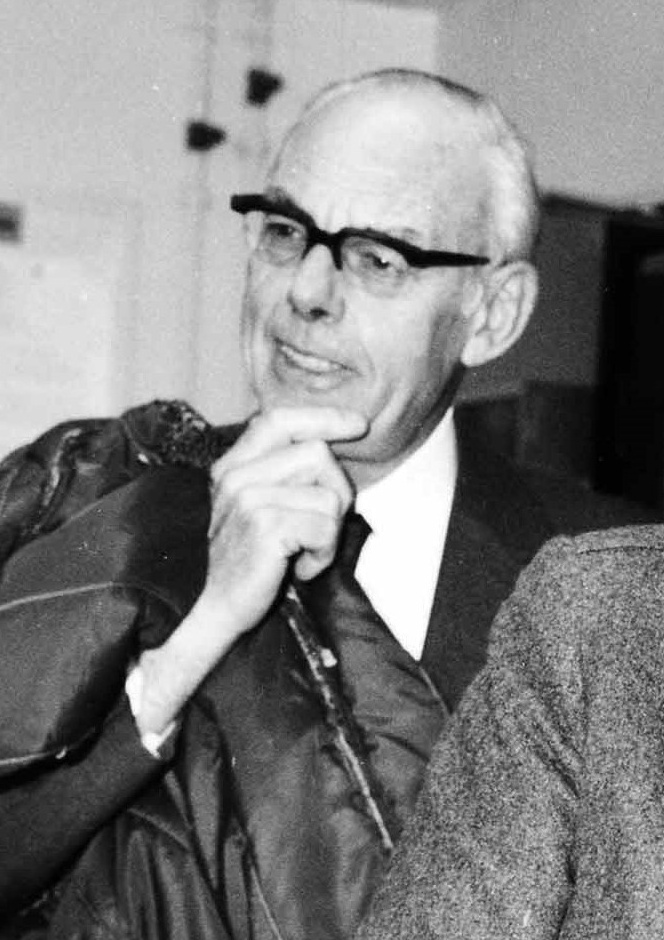
Thatcher em 1982

Thatcher já era um homem rico quando conheceu Margaret, e ele financiou seu treinamento como advogada, e uma casa em Chelsea, Londres. Ele também comprou uma grande casa em Lamberhurst, Kent, em 1965. Sua empresa empregava 200 pessoas em 1957.
Thatcher se tornou diretor administrativo da empresa de sua família, Atlas Preservatives, em 1947 e presidente em 1951, liderando sua expansão no exterior. No início dos anos 1960, ele achou difícil estar no controle exclusivo da empresa familiar. Isso, a carreira política de sua esposa e seu desejo por segurança financeira levaram Thatcher a vender a Atlas para a Castrol em 1965 por £ 530 000. Ele continuou a administrar a Atlas e recebeu um assento no conselho da Castrol; após a Burmah Oil adquirir a Castrol em 1966, Thatcher se tornou um diretor sênior de divisão, gerenciando o departamento de planejamento e controle. Ele se aposentou da Burmah em junho de 1975, quatro meses após sua esposa vencer a eleição de liderança do Partido Conservador.
Além de ser diretor da Burmah Oil, Thatcher foi diretor e vice-presidente da Attwoods de julho de 1983 até janeiro de 1994. Ele também foi diretor da Quinton Hazell e consultor da Amec e CSX. O biógrafo de sua esposa Robin Harris conclui:
Ele não era, de fato, um empresário particularmente bom: herdou ações em uma empresa familiar que administrou e teve a sorte de vender sua participação em termos que lhe deram um grande pagamento e um bom salário. Mas é significativo que ele deixou um legado muito modesto em sua morte. Isso porque, ao longo de sua vida, e apesar de seu treinamento como contador e seu olhar atento à Bolsa de Valores, ele era um mau investidor. Uma vez que sua esposa se tornou primeira-ministra, e mesmo após sua aposentadoria, foi Denis quem viveu dela e não o contrário. Ele combinava com Alf Roberts em sua aversão a gastar seu próprio dinheiro. Mais geralmente, embora (em contraste com certos de seus sucessores) ele não levantasse sobrancelhas sobre explorar sua posição, ele certamente aproveitou ao máximo. Ele era uma celebridade exclusivamente por causa de quem ele havia se casado.